# Mézy-Moulins
Mézy-Moulins település Franciaországban, Aisne megyében. Lakosainak száma 551 fő (2022. január 1.). Mézy-Moulins Chartèves, Courtemont-Varennes, Crézancy, Fossoy, Mont-Saint-Père és Reuilly-Sauvigny községekkel határos.

## Népesség
A település népességének változása:
| Lakosok száma | 325  | 318  | 370  | 500  | 525  | 526  | 517  | 527  | 532  | 551  |
|               | 1968 | 1982 | 1990 | 2006 | 2013 | 2015 | 2017 | 2019 | 2020 | 2022 |